# San Eduardo, Boyacá
San Eduardo là một thị xã và đô thị ở Departamento Boyacá, thuộc phân vùng Lengupá.